# Dagmar Hagelin
Dagmar Hagelin, född 29 september 1959 i Buenos Aires, troligen död 1977, var en argentinsk flicka med dubbelt medborgarskap, argentinskt och svenskt. Under den argentinska militärdiktaturens så kallade "smutsiga krig", mot politiska motståndare, blev Hagelin en av många oskyldigt drabbade då hon den 27 januari 1977 kidnappades i huvudstaden Buenos Aires av argentinska säkerhetsstyrkor och troligtvis mördades. Hennes far, Ragnar Hagelin (1933−2016), arbetade hela sitt resterande liv för att de skyldiga skulle ställas inför rätta. Tillsammans med Svante Grände är hon en av två ännu saknade svenska medborgare i Argentina från militärdiktaturens tid.
Marinofficeren Alfredo Astiz, som 1990 i Frankrike i sin frånvaro dömdes för mordet på två franska nunnor, dömdes den 29 november 2017 till livstids fängelse, bland annat för mordet på Dagmar Hagelin. Redan i oktober 2011 dömdes Astiz till livstids fängelse i Argentina för andra kidnappningar och mord på fem personer.